# كرونة فاروية
 كرونة فاروية هو العملة الوطنية في جزر فارو جنبا إلى جنب مع الكرونة الدنماركية. وتنقسم كرونة جزر الفارو إلى 100 أوير. وقد استحدثت سنة 1940 إبان احتلال ألمانيا النازية للدانمارك حيث عطّل الألمان تداول الكرونة الدانماركية فاضطرت جزر الفارو إلى إصدار عملتها الخاصة.